# 底片相机

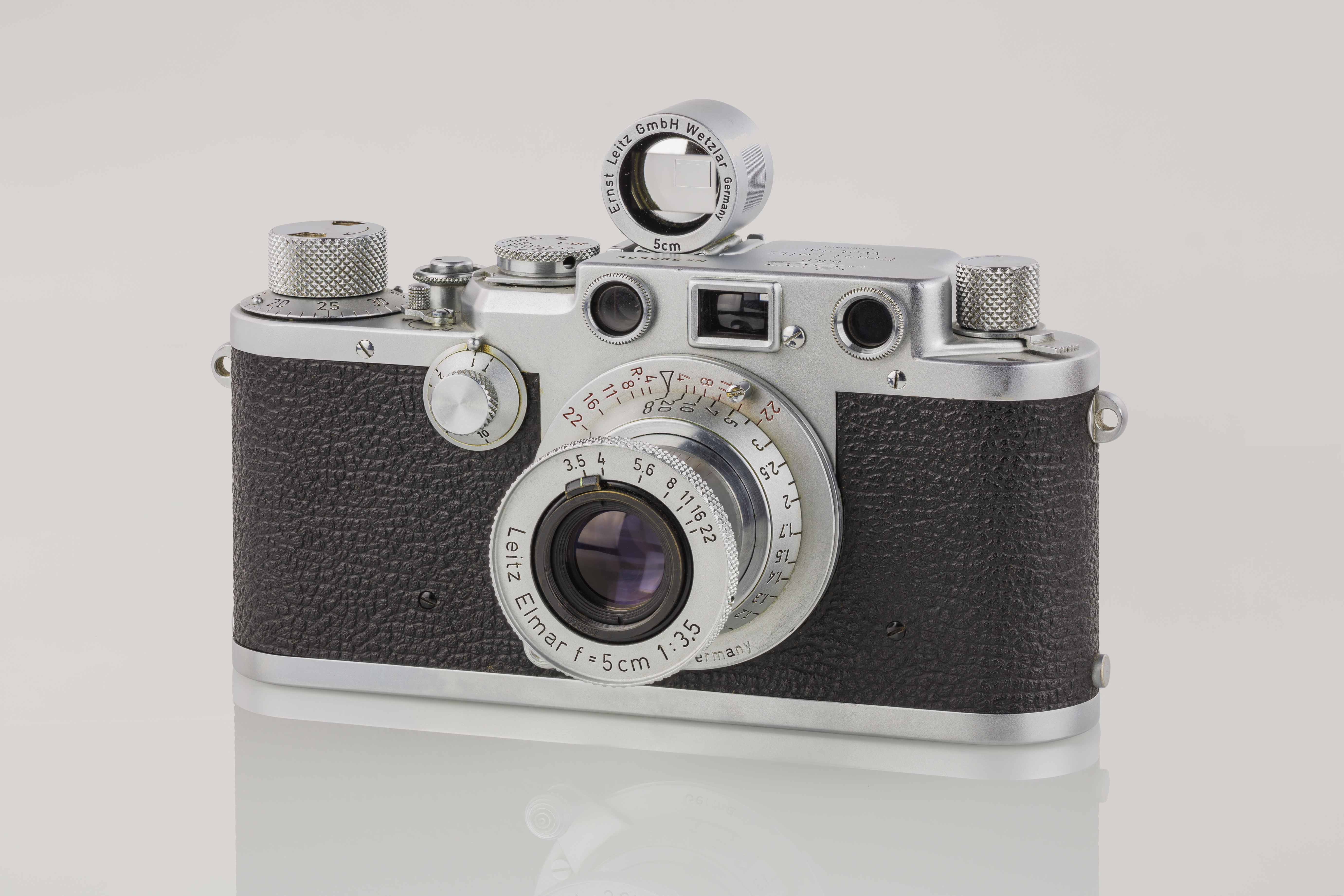
徕卡IIIf，属于135胶片相机

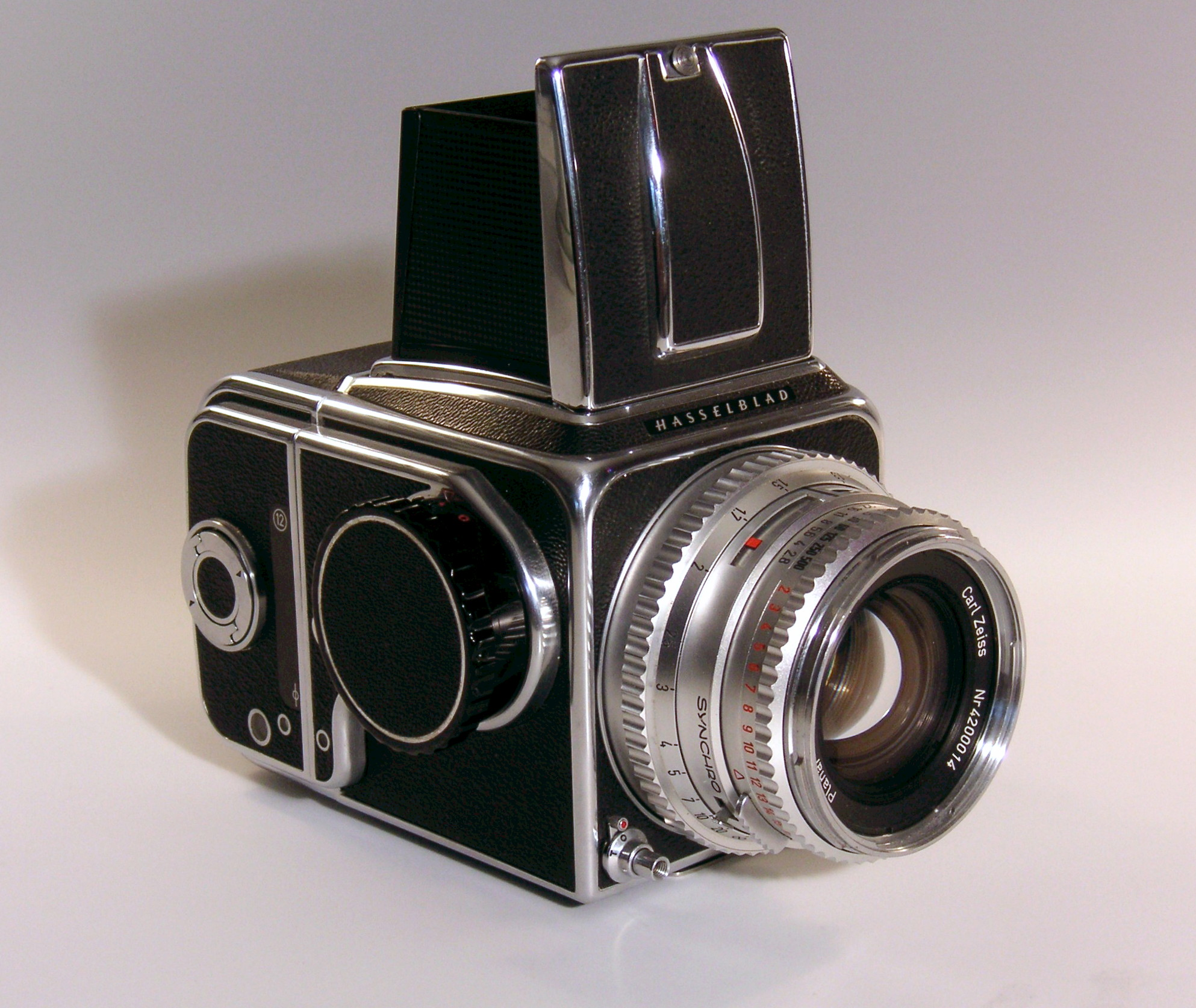
哈苏500C，属于120胶片相机

菲林相機，指通过镜头成像并利用底片以化学方式记录影像的照相机。相对于数码相机而言，菲林相机主要是指传统照相机。
在數位相機普及後，菲林相機由於需使用底片，且拍攝結果需沖曬後才能看到其缺點，而退出市場。連帶使以往興盛的相片沖印店（照相館）業務量大幅減少甚至因而歇業。但少數專業攝影師或業餘攝影家仍堅持傳統而繼續使用菲林相機。